# Hans-Hellmuth Qualen
Hans-Hellmuth Qualen (* 19. Juni 1907 in Kiel; † 28. November 1993 ebenda) war ein deutscher Politiker (FDP, später parteilos). Von 1963 bis 1973 war er Finanzminister von Schleswig-Holstein, von 1969 bis 1971 zudem auch – geschäftsführender – Arbeits- und Sozialminister.

## Leben und Beruf
Qualen wurde als Sohn eines Architekten in Kiel geboren. Nach dem Abitur absolvierte er ein Studium der Rechtswissenschaften an der Christian-Albrechts-Universität zu Kiel, der Philipps-Universität Marburg und der Universität Wien, welches er mit dem ersten juristischen Staatsexamen beendete. In Kiel wurde er Mitglied der Landsmannschaft Cheruscia. 1932 legte er auch die Große juristische Staatsprüfung ab, trat danach in den Dienst der Reichsfinanzverwaltung ein und war anschließend in den Finanzämtern in Kiel, Rottweil, Gelsenkirchen und Wien tätig. Er wechselte später in die Abteilung Allgemeine Finanz- und Wirtschaftsfragen im Reichsfinanzministerium, wurde aber schon kurz darauf 1943 eingezogen und als Leutnant bei der Panzerartillerie an der Ostfront eingesetzt. Nach dem Ende des Zweiten Weltkrieges arbeitete er ab Juli 1945 bis 1956 in der Oberfinanzdirektion in Kiel. Unterbrochen wurde seine dortige Tätigkeit, als er von 1950 bis 1951 Vertreter des Schleswig-Holsteinischen Bevollmächtigten beim Bund in Bonn war. Von 1956 bis 1959 war Qualen schließlich Finanzgerichtsdirektor in Kiel.
Hans-Hellmuth Qualen war seit 1933 verheiratet und hatte vier Kinder. Sein Sohn Klaus war von 2001 bis 2006 Vizepräsident des Landesrechnungshofs Schleswig-Holstein.

## Partei
Qualen beantragte am 5. November 1937 die Aufnahme in die NSDAP und wurde rückwirkend zum 1. Mai desselben Jahres aufgenommen (Mitgliedsnummer 5.892.389). Danker und Lehmann-Himmel charakterisieren ihn in ihrer Studie über das Verhalten und die Einstellungen der Schleswig-Holsteinischen Landtagsabgeordneten und Regierungsmitglieder der Nachkriegszeit in der NS-Zeit als „systemtragend-karrieristisch“.
1954 trat er in die FDP ein, die er jedoch am 3. Februar 1971 verließ, da er nicht bereit war, die Entscheidung der Parteispitze, nach der Landtagswahl im April 1971 eine Koalition mit der SPD einzugehen, mitzutragen.

## Öffentliche Ämter
Am 17. September 1959 wurde Qualen zum Staatssekretär im Finanzministerium des Landes Schleswig-Holstein ernannt.
Am 29. Mai 1962 wechselte er in gleicher Funktion in das Bundesschatzministerium. Im Zuge der Umbildung der Bundesregierung nach der Spiegel-Affäre im Dezember 1962 und Januar 1963 ging die Leitung des Bundesschatzministeriums vom FDP-Politiker Hans Lenz auf Werner Dollinger (CSU) über. Außerdem wurde der bisherige schleswig-holsteinische Ministerpräsident Kai-Uwe von Hassel zum neuen Bundesminister der Verteidigung ernannt. In das Kabinett seines Nachfolgers Helmut Lemke trat Qualen, der schon im Februar 1963 im Bundesschatzministerium aus dem Amt geschieden war, am 1. Mai 1963 als Finanzminister ein. Vom 16. November 1969 bis zum 24. Mai 1971 leitete er außerdem kommissarisch das Ministerium für Arbeit, Soziales und Vertriebene.
Nachdem die CDU bei der Landtagswahl 1971 die absolute Mehrheit gewonnen hatte, gehörte der seit Februar 1971 parteilose Qualen der ab dem 24. Mai 1971 von Gerhard Stoltenberg geführten Landesregierung weiterhin als Finanzminister an. Am 15. Mai 1973 schied Qualen schließlich aus Altersgründen aus der Landesregierung aus.

## Ehrungen
1969 wurde Qualen mit dem Großen Verdienstkreuz mit Stern der Bundesrepublik Deutschland geehrt. Bei seinem Ausscheiden aus der Landesregierung 1973 wurde ihm zusätzlich das Schulterband verliehen.

## Kabinette
- Kabinett Lemke I − Kabinett Lemke II – Kabinett Stoltenberg I